# Никола Дръжков
 Никола Вълков Дръжков е български офицер, полковник, участник в Сръбско-българската (1885), Балканската (1912 – 1913) и Междусъюзническата война (1913), командир на 1-ва бригада от 12-а пехотна дивизия през Първата световна война (1915 – 1918).

## Биография
Никола Дръжков е роден на 26 октомври 1864 г. във Върбица, Шуменско. На 5 октомври 1882 постъпва на военна служба, като портупей-юнкер от Военното на Негово Княжеско Височество училище взема участие в Сръбско-българската война (1885), а през 1886 г. завършва образованието си, на 7 януари е произведен в чин подпоручик и зачислен в пехотата. Служи в 17-и пехотен доростолски полк. На 7 юни 1888 г. е произведен в чин поручик, а през 1892 г. – в чин капитан. През 1900 г. служи като командир на рота от 7-и резервен полк, през 1904 г. е произведен в чин майор. Като майор служи като полкови интендант на 31-ви пехотен варненски полк. На 15 октомври 1908 г. в чин подполковник. През 1909 г. служи като командир на дружна от 31-ви пехотен варненски полк, след което поема началството на 31-во полково военно окръжие.
Подполковник Дръжков взема участие в Балканската (1912 – 1913) и Междусъюзническата война (1913) в състава на 31-ви пехотен варненски полк, на 31 ноември 1913 е произведен в чин полковник, а през 1914 г. е уволнен от служба.
В началото на Първата световна война (1915 – 1918) запасния полковник Дръжков е мобилизиран и назначен за командир на 1-ва бригада от 12-а пехотна дивизия.
През 1918 г. „за бойни отличия и заслуги във войната“ е награден с Военен орден „За храброст“ IV степен, 1 клас, през 1921 г. съгласно заповед № 355 г. по Министерството на войната е награден със същия орден.
Полковник Никола Дръжков е женен и има 3 деца.

## Военни звания
- Подпоручик (7 януари 1886)
- Поручик (7 юни 1888)
- Капитан (1892)
- Майор (1904)
- Подполковник (5 октомври 1908)
- Полковник (31 ноември 1913)

## Образование
- Военно на Негово Княжеско Височество училище (до 1886)

## Награди
- Военен орден „За храброст“ IV степен, 1 клас (1918/1921)
- Орден „Св. Александър“
- Народен орден „За военна заслуга“ V степен на обикновена лента
- Орден „За заслуга“ на обикновена лента